# Kachovka
Kachovka  (ukrainska: Каховка uttal (fil)), är en stad och hamnstad vid floden Dnepr i Cherson oblast i södra Ukraina. Staden är en egen administrativ enhet inom oblastet, men var till 2020 huvudort för det angränsande Kachovka rajon. Folkmängden uppgår till cirka 37 000 invånare.
Här finns företaget KZEZO som tillverkar elektrosvetsutrustningar, och här hålls årligen Tavria-spelen. Sverige har ett konsulat i Kachovka. 
På andra sidan floden Dnepr ligger Gammalsvenskby, en stor anledning till att Sverige valt att placera ett konsulat i Kachovka.